# Bébés d'eau
Pour les articles homonymes, voir Water Babies.
Pour plus de détails, voir Fiche technique et Distribution.
Bébés d'eau (Water Babies) est un court métrage d'animation américain de la série des Silly Symphonies réalisé par Wilfred Jackson, pour United Artists, sorti le 11 mai 1935. Ce film se base sur le conte The Water Babies (1862-1863) de Charles Kingsley.

## Synopsis
Le soleil se réveille sur un calme lagon sur lequel les nénuphars s'ouvrent pour révéler des "bébés d'eau" endormis. Peu après leurs réveils, une parade aquatique est annoncée. Elle les emmène sur la terre ferme pour d'autres festivités. Parmi les festivités, il y a un combat entre un bébé toréador et un crapaud buffle, un rodéo sur des grenouilles. Le soir venu, les bébés retournent sur le lagon, dormir dans leur nénuphars après une prière.

## Fiche technique
- Titre original : Water Babies
- Autres Titres [1]:
  -  France : Bébés d'eau
  -  Suède : Waterbabies
- Série : Silly Symphonies
- Réalisateur : Wilfred Jackson
- Scénario[2],[3] : Bill Cottrell d'après Charles Kingsley.
- Voix[2] : Marion Darlington, Leone Ledoux
- Animateurs[2] : Art Babbitt, Archie Robin, Cy Young, Frenchy de Trémaudan, Woolie Reitherman, Dick Huemer, Roy Williams, Nick George, Louie Schmitt, Ugo D'Orsi
  - Layout : Hugh Hennesy
  - Conception des personnages : Albert Hurter
- Producteur : Walt Disney
- Production : Walt Disney Productions
- Distributeur : United Artists, RKO Radio Pictures
- Date de sortie : 11 mai 1935[1],[3]
- Autres Dates[2] :
  - Annoncée : 11 mai 1935
  - Dépôt de copyright : 28 avril 1935
  - Première à Los Angeles : 6 au 13 juin 1935 au Grauman's Chinese Theatre et au Loew's State en première partie de Under the Pampas Moon de James Tinling et de Let'em Have It de Sam Wood
  - Première à New York : 6 au 12 juin 1935 au Radio City Music Hall en première partie de Our Little Girl de John S. Robertson
- Format d'image : Couleur (Technicolor[1]
- Son : Mono (RCA Sound System[1])
- Musique [2]: Leigh Harline
  - Musique originale : Water Babies
- Durée : 8 min 27 s
- Langue : (en)
- Pays :  États-Unis

## Commentaires
Ce film a fait l'objet d'une suite nommée Les Bébés de l'océan (1938) réalisé par Rudolf Ising et Vernon Stallings,.